# Evi Servaes
Eva „Evi“ Servaes (geboren 22. Jänner 1922 in Berlin; gestorben 8. März 2007 in Salzburg) war eine österreichische Schauspielerin, die u. a. bei den Salzburger Festspielen und am Burgtheater tätig war.

## Leben und Wirken

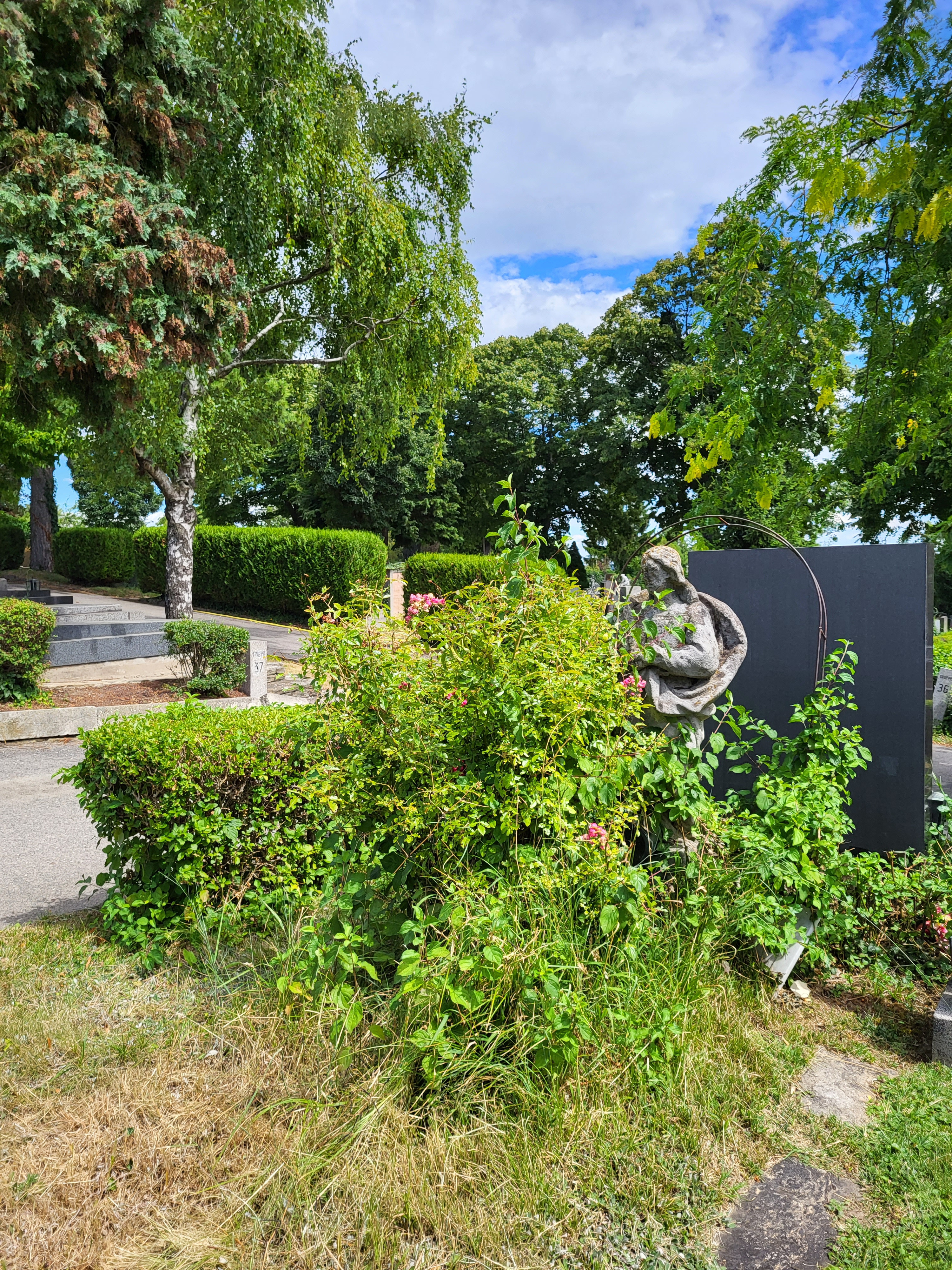
Grab von Evi und Dagny Servaes und Gandolf Buschbeck auf dem Grinzinger Friedhof in Wien

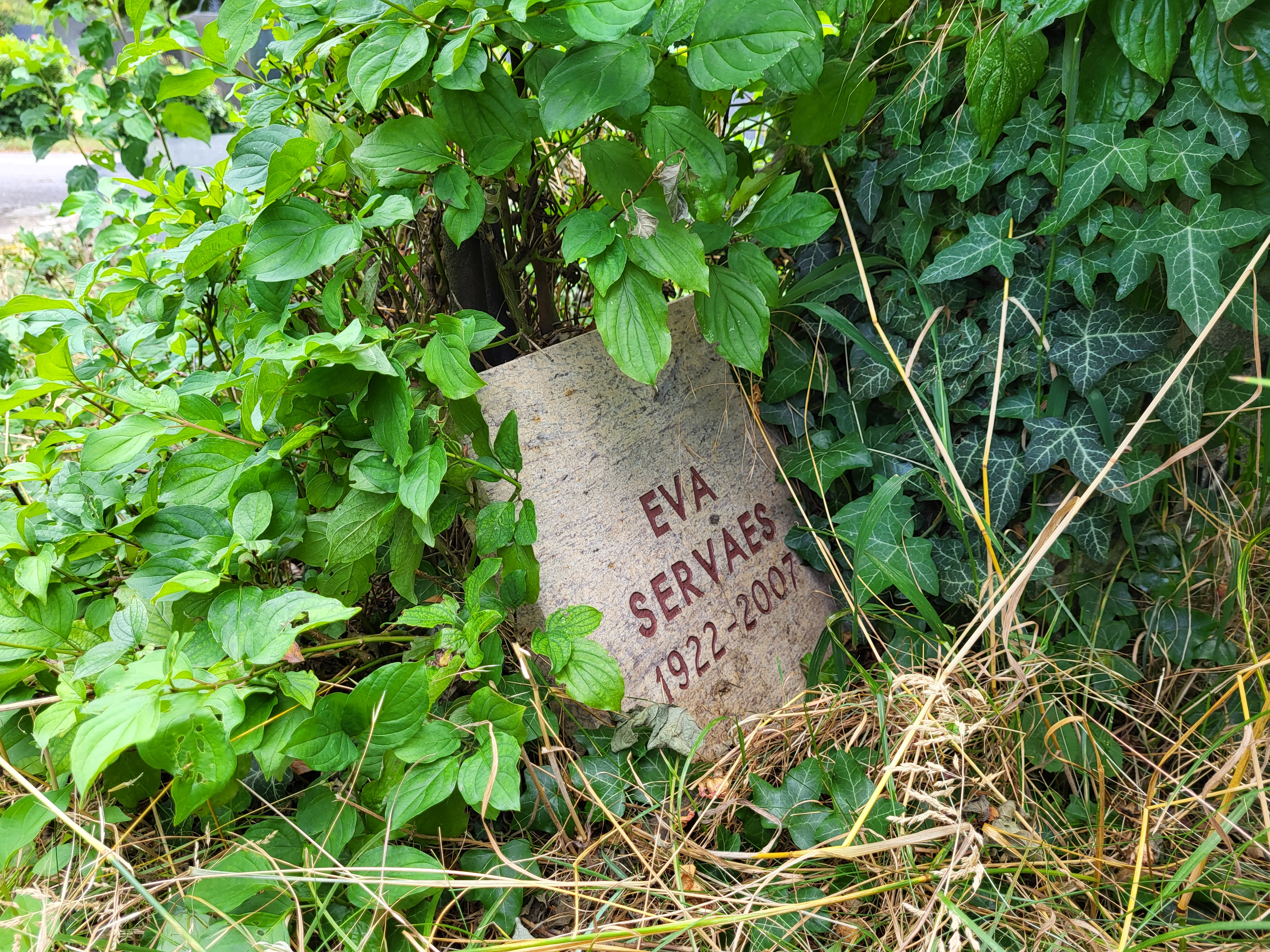
Grabstein von Evi Servaes

Die Tochter der Schauspielerin Dagny Servaes, der bisher längstdienenden Salzburger Buhlschaft (von 1926 bis 1937), absolvierte nach dem Besuch der Oberschule von 1938 bis 1940 ihre künstlerische Ausbildung am Max Reinhardt Seminar. Ihr erstes Engagement hatte sie am Stadttheater Gablonz an der Neisse. Von 1941 bis zur von Propagandaminister Goebbels verordneten Schließung aller reichsdeutschen Bühnen (Sommer 1944) war Evi Servaes an der Seite ihrer Mutter festes Ensemblemitglied am Theater in der Josefstadt. Hier trat sie 1941 in Agustín Moretos Die philosophische Prinzessin zusammen mit Attila Hörbiger und Paula Wessely auf. Verbürgt ist 1941 außerdem die Rolle der Hero in Hebbels Gyges und sein Ring mit Paul Hubschmid als Partner. 1942 wirkte sie in George Bernard Shaws Pygmalion, Gerhart Hauptmanns Griselda sowie Friedrich Schillers Kabale und Liebe mit. 1943 hatte sie Auftritte in einer Bühnenfassung von Hans Schweikarts Ich brauche Dich und in Juliane Kays Vagabunden. Am Renaissancetheater spielte sie 1944 in einer Inszenierung von Hans Olden eine Rolle in Franz Füssels Stück Verliebtes Dreieck.
Im Theater in der Josefstadt hatte sie Ende der 1950er Jahre eine Rolle in Der schönste Tag. Sie war Mitglied des Ensembles Kleines Haus der Josefstadt; das Kabarett-Programm Wir sind so frei wurde 1949 auch im Radio übertragen.
Bei den Salzburger Festspielen spielte sie 1951 die Liese im Zerbrochnen Krug – in einer Inszenierung von Berthold Viertel mit Oskar Homolka als Dorfrichter und Therese Giehse als Marthe Rull – und 1958 die Frau Botticelli in Archibald MacLeishs Spiel um Job. Die Salzburger Zerbrochner-Krug-Inszenierung wurde anschließend vom Burgtheater übernommen und in dessen Ausweichquartier im Ronacher gespielt.
Ab Oktober 1962 spielte sie in 70 Wandervorstellungen von Don Juan in der Hölle. Weiters verkörperte sie die Annina in einer CD-Aufnahme der Sprechfassung des Rosenkavaliers von 1962 mit Helmut Qualtinger. 1969 bis 1972 war sie im Jedermann auf dem Domplatz des Schuldknechts Weib.
Beim Film war Evi Servaes nur selten zu sehen. 1956 stand sie gemeinsam mit ihrer Mutter für die Anzengruber-Adaption Der Schandfleck vor der Kamera. In der Josef-Meinrad-Verfilmung des Eingebildeten Kranken von 1965 verkörperte sie die Beline.
Evi Servaes war mit ihrem Berufskollegen Gandolf Buschbeck verheiratet. Sie starb 2007 in Salzburg und wurde im Grab ihrer Mutter auf dem Grinzinger Friedhof in Wien beigesetzt.

## Filmografie
- 1947: Seine einzige Liebe
- 1949: Zweimal verliebt (Liebe Freundin)
- 1952: Abenteuer im Schloss
- 1953: Tingeltangel (Praterherzen)
- 1955: Geheimnis einer Ärztin
- 1956: Der Schandfleck
- 1958: Man ist nur zweimal jung
- 1960: Das Kreuz (Fernsehfilm)
- 1963: Don Juan in der Hölle (Fernsehfilm)
- 1965: Der eingebildete Kranke (Fernsehfilm)
- 1970: Jedermann (Fernsehfilm)
- 1971: Toni und Veronika (Fernsehserie, Folge 1x03 Der Zwischenfall)